# Pyöreinen (sjö i Kuopio, Norra Savolax)
Pyöreinen är en sjö i kommunen Kuopio i landskapet Norra Savolax i Finland. Den är 7,8 meter djup. Arean är 40 hektar och strandlinjen är 3,42 kilometer lång. Sjön  ingår i Vuoksens huvudavrinningsområde.   Den ligger omkring 20 kilometer nordväst om Kuopio och omkring 340 kilometer norr om Helsingfors. 
Pyöreinen ligger sydöst om Hiihtari. 